# Mark Lindquist
Mark Lindquist (* 1959 in Seattle) ist ein US-amerikanischer Schriftsteller und Staatsanwalt. Lindquist, Jay McInerney („Ein starker Abgang“ / Bright lights, big city, 1984) und Bret Easton Ellis („Unter Null“ / Less than zero, 1985) bildeten in den 1980er-Jahren das sogenannte literarische Brat Pack.

## Leben
Mark Lindquist wuchs in Seattle auf, graduierte an der University of Southern California und arbeitete anschließend für zahlreiche Zeitungen sowie als Drehbuchautor für diverse Hollywood Studios. Aus dieser Zeit, den 1980er- und frühen 1990er-Jahren, stammen auch seine ersten beiden Bücher.
1991 kehrte Mark Lindquist nach Seattle zurück und begann ein Jurastudium. Seit 1995 ist er als Staatsanwalt in Seattle tätig.

## Schriftstellerisches Schaffen
Typisch für Lindquist sind die autobiographischen Züge in seinen Büchern. So handelt sein erstes Buch, Sad Movies (1987), von einem Werbetexter für eine Filmgesellschaft, der in Los Angeles der 1980er-Jahre nach dem Sinn des Lebens sucht. Mark Lindquist arbeitete zu der Zeit für zahlreiche Hollywood Studios. Auch sein Zweitwerk aus dem Jahr 1990, Carnival Desires, erzählt von der Oberflächlichkeit und Scheinheiligkeit Hollywoods.
Nachdem Lindquist in Seattle Jura studiert hatte und als Staatsanwalt tätig gewesen war, veröffentlichte er im Jahr 2000 sein drittes Buch, Nervermind Nirvana. Hier erzählt er von einem stellvertretenden Staatsanwalt und ehemaligen Musiker, der in Seattle mit einem Fall konfrontiert wird, der ihn in die Vergangenheit zurückblicken lässt, da der Angeklagte ein Grunge-Musiker ist, den er aus alter Zeiten kennt.
Mark Lindquist arbeitet mittlerweile als Chefankläger des Drogendezernats in Pierce County, Washington, wo er vor allem für das Bekämpfen von Drogenlaboren zuständig ist. In seinem vierten Werk, The King of Methlehem (2007, deutsch: Kristallstaub), schreibt Lindquist erneut mit autobiographischen Zügen über die Jagd des Drogendezernats in Pierce County auf Drogenlabore, wo Methamphetamine hergestellt werden.
In deutschsprachiger Übersetzung erschien der Roman Never Mind Nirvana als erstes Werk 2003 zunächst im Verlag German Publishing AG (Braunschweig), eine 2. Auflage publizierte 2007 der Seeliger Verlag (Wolfenbüttel). Sad Movies erschienen auf Deutsch im Jahr 2004 und Carnival Desires 2005 (jeweils bei German Publishing). Im Juni 2008 sollte sein viertes Buch unter dem deutschen Titel Kristallstaub (im Original: The King of Methlehem) im Seeliger Verlag erscheinen. Dieser musste jedoch Insolvenz anmelden – ein neuer Erscheinungstermin ist bisher (Stand: Oktober 2023) nicht bekannt.
Laut seiner Website arbeitet Mark Lindquist derzeit an seinem fünften Roman.

## Werke
- Sad Movies (1987)
- Carnival Desires (1990)
- Nevermind Nirvana (2000)
- The King of Methlehem (2007, deutscher Titel: Kristallstaub)

## Belege
1. ↑  Mark Lindquist, Biographie (englisch)
2. ↑  frank schäfer: Die Sache mit Cobain. Abgerufen am 2. September 2023.
3. ↑  Mark Lindquist - Pergament Mühle
4. ↑  Seeliger Verlag (Memento des Originals vom 28. März 2008 im Internet Archive)  Info: Der Archivlink wurde automatisch eingesetzt und noch nicht geprüft. Bitte prüfe Original- und Archivlink gemäß Anleitung und entferne dann diesen Hinweis.
5. ↑  Seeliger Verlag insolvent
6. ↑  New Novel. Eingesehen am 3. Oktober 2023.

| Personendaten    | Personendaten                                     |
| ---------------- | ------------------------------------------------- |
| NAME             | Lindquist, Mark                                   |
| KURZBESCHREIBUNG | US-amerikanischer Schriftsteller und Staatsanwalt |
| GEBURTSDATUM     | 1959                                              |
| GEBURTSORT       | Seattle, USA                                      |